# عوداغاج
عوداغاج یک روستا در ایران است که در Khenejin Rural District واقع شده‌است. عوداغاج ۶۹ نفر جمعیت دارد.